# Air Namibia
Air Namibia var ett flygbolag från Namibia. 
Bolaget ställde in alla flygningar  den 11 februari 2021 på grund av stora förluster och gick i frivillig likvidation.
Vid nedläggningen hade Air Namibia totalt tio plan av typerna Airbus 330-200, Airbus A319-100 och Embraer ERJ 145 och drygt 600 anställda.